# Стоян Бешков
Стоян Владимиров Бешков е български ентомолог, професор доктор.

## Биография
Роден е на 31 август 1962 г. в София. Негов баща е зоолога Владимир Бешков. През 1987 г. завършва екология и опазване на природната среда в Софийския университет. Ръдководил е над 15 години отдел Безгръбначни животни и е бил Прадседател на Научния съвет. Втори мандат е заместник-директор на Националния природонаучен музей.. Член е на НСБР при Министерството на околнота среда и водите.

## Научна дейност
Научните му интереси са в областта на фаунистиката, систематиката, зоогеографията и опазването на пеперудите (Lepidoptera) на Балканския полуостров и Турция. Специален интерес има към сем. Noctuidae. Работи върху проучването на пеперудите (Macrolepidoptera) на Балканския полуостров, на Турция и опазването на естествените местообитания на пеперудите в България.. Автор на над 150 научни публикации, включително на пет книги, 9 монографии или глави от монографии и части от тематични сборници, седем абстракта от презентации на научни форуми и на два постера, на четири плана за действие за опазване на видове и на две глави от методични ръководства. На над 50% от публикациите е самостоятелен или водещ автор. Намерил е и е публикувал от няколко до няколкостотин нови вида пеперуди за Албания, България, Сърбия, Северна Македония, Черна гора, Босна, Турция, Гърция и Италия. 
Установил е четири нови вида за България от Приложение 2 на ЕЕС 92/43 Директивата за дивите местообитания – едно водно конче и три вида пеперуди, един от които още не е публикуван. Един вид от Приложение 2 на ЕЕС 92/43 Директива е съобщен за нов за Р. Северна Македония. Намерил е и е публикувал три нови вида от Приложение 2 на ЕЕС 92/43 Директива за Р. Сърбия. Установил е и е публикувал един нов вид за България от Приложение 4 на ЕЕС 92/43 Директивата за дивите местообитания. В три публикации са публикувани три нови инвазивни вида за България. Съавтор е и на публикации за ручейници (Trichoptera) и водни кончета (Odonata).
Публикациите му с цитирани над 750 пъти, като над 150 цитиращи публикации са в списания с IF или с SJR и над 200 в книги и монографии. Има един успешно защитил докторант. 